# Капускасінг (річка)
Капускасінг — річка у басейні Джеймс-Бей в округах Кокран та Алґома у північно-східному Онтаріо, Канада. Річка є лівою притокою річки Маттагамі.

## Течія
Річка починається з озера Капускасінг у географічному містечку Капускасінг, округ Алгома біля залізничного пункту Ельзас, на трансконтинентальній магістралі Канадської національної залізниці та місця розташування залізничної станції Ельзас, що обслуговується експресом Canadian компанії Via Rail.  Вона тече на північний схід під основною лінією, де в неї впадає права притока річка Немеґосенда, проходить через пороги Джекпін (в місці Джакпінського портажу), пороги Лун, водоспади Бучан і Клустон, тоді в неї впадає права притока річка Дунранкін. Далі річка Капускасінг прямує на північ через Сідар-Рапідс, спадаючи водоспадами Вімен-Фолз та Олд-Вімен-Фолз, і переходить з території географічного містечка Шенлі, округ Альгома до географічного містечка Каргілл в окрузі Кокран.
Річка Капускасінг продовжується на північний схід через водоспади Вайт-Оттер, Бакатасе, пороги Кемп-Трі та водоспад Біг-Бівер, тоді в неї впадає права притока річка Саганаш, тоді досягає міста Капускасінг, де понад нею переходять шосе Онтаріо 11 та залізнична лінія Онтаріо-Нортланд (раніше Канадська національна залізниця). Річка проходить через греблю електростанції Спрус-Фолз, тоді в неї впадає ліва притока Лост-Рівер і права притока Ремі-Рівер, і там уже є її гирло в географічному селищі Клей, близько 30 км на захід від громади Фрейзердейл. Річка Маттаґамі впадає в річку Мус, а та в свою чергу — до затоки Джеймс-Бей.

## Відпочинок
На річці Калускасінг щорічно проводяться традиційні змагання Kapuskasing River Walleye Tournament на 40-кілометровому відтинку річки від її гирла вгору за течією. У річці Капускасінг було відновлено понад 20 000 фунтів дикого рису.

## Економіка
На чотирьох ділянках на південь від міста Капускасінг планувалося запустити чотири гідроелектростанції загальною потужністю 22 МВт: на водоспадах Біґ-Бівер, Кемп-Трі, Вайт-Оттер та Олд-Вімен-Фоллз. Кожен об'єкт потужністю дві 2,75 МВт турбіни. Очікувалось, що турбіни запрацюють до 2012 року, але контракти були розірвані у 2015 році.
Крім того, гідроелектростанції загальною потужністю 19,45 МВт планувались на чотирьох ділянках на річці між її джерелом та на південь від міста Капускасінг.
Оновлення: Дії Альянсу річок Онтаріо та його членів призвели до розірвання 19 договорів про спорудження ГЕС. Чотири серії порогів на річці Капускасінг були захищені від будови ГЕС. Загалом 10 річок Онтаріо були захищені від забудови: Матавін, Вермільйон, Петавава, Ванапітей, Бланш, Айвенго, Фредерік-Гауз, Капускасінг, Лардер та Серпент.

## Притоки
- Такер-Крік (права)
- Торренс-Крік (права)
- Гопкінс-Крік (ліва)
- Річка Ремі (права)
- Лілі-Крік (права)
- Лост-Рівер (ліва)
- О'Браєн-Крік (права)
- Тіцель-Крік (ліва)
- Гаф-Крік (права)
- Річка Саганаш (права)
- Біґ-Бівер-Крик (ліва)
- Альдер-Крік (права)
- Пінет-Крік (права)
- Шенлі-Крік (права)
- Грейвярд-Крік (ліва)
- Мос-Крік (ліва)
- Оскар-Крік (ліва)
- Алленбі-Крік (права)
- Вігвам-Крік (ліва)
- Макінтош-Крік (права)
- Річка Данранкін (ліва)
- Річка Немегосенда (права)
- Озеро Капускасінг
  - Річка Шапло